# Tonies
Die Tonies SE (Eigenschreibweise: tonies) ist ein Spielwarenhersteller mit faktischem Sitz in Düsseldorf und finanztaktischem Sitz in Luxemburg. Das wesentliche Produkt des Unternehmens ist die Toniebox, ein würfelförmiges, für Kinder konzipiertes Tonabspielgerät mit einfacher Bedienung.

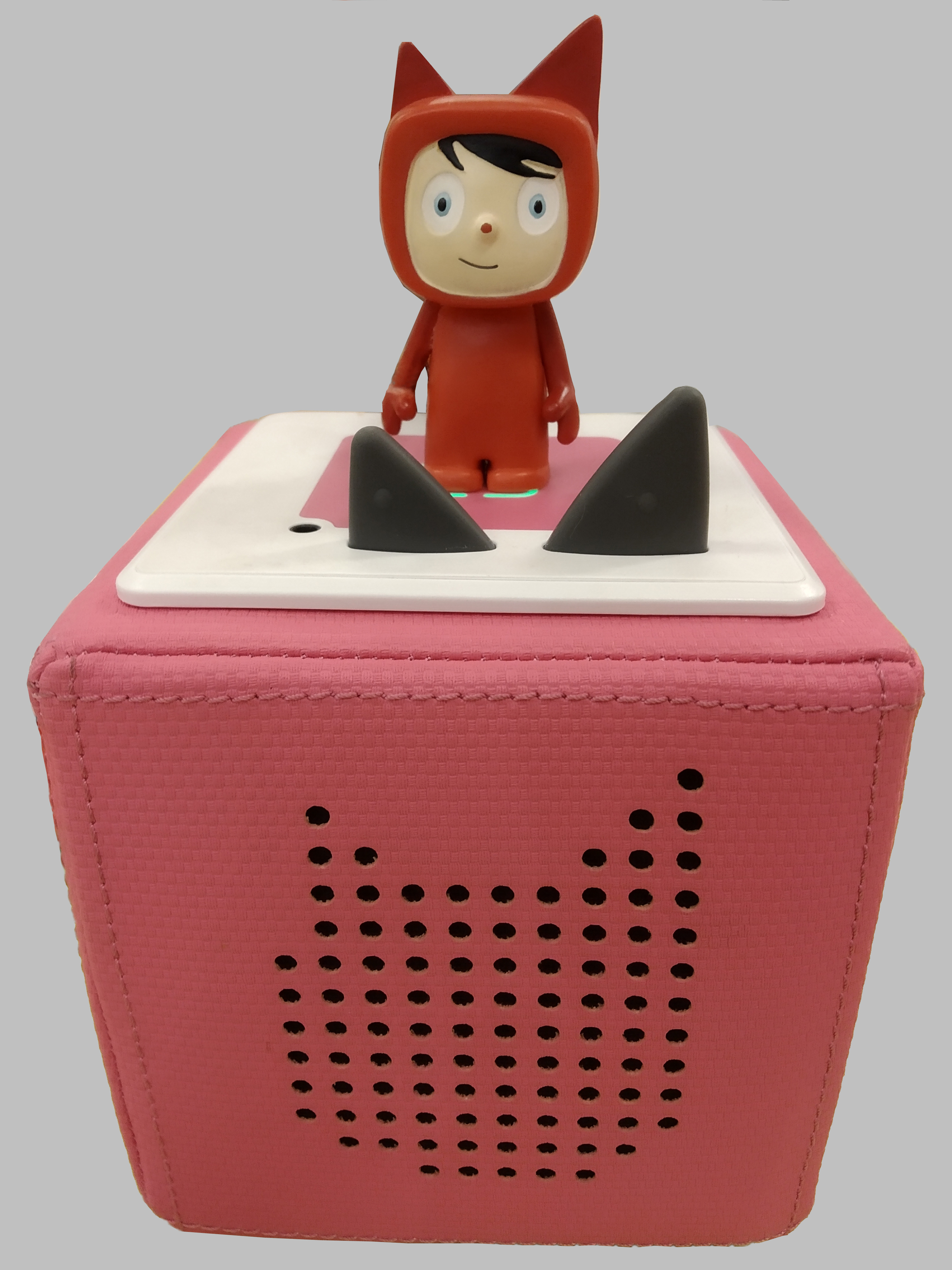
Toniebox mit Spielfigur

 Im Gegensatz zu anderen Tonabspielgeräten wie dem Hörbert setzt Tonies bei der Toniebox eine Internetverbindung und Hersteller-Cloud-Anbindung des Geräts voraus. Es wird darüber personalisiertes Tracking durchgeführt.

## Geschichte

### Gründung und Anfänge
Die Unternehmensidee von Tonies geht auf das Jahr 2013 zurück, als der spätere Firmengründer Patric Faßbender die Idee hatte, ein digitales Abspielgerät für Kinder zu entwickeln, um zerkratzte CDs zu vermeiden und bildschirmfreie Unterhaltung zu ermöglichen. Geschäftspartner wurde Marcus Stahl, der die technische Ausarbeitung der Tonieboxen übernahm. Für die Umsetzung des digitalen Hörspielwürfels wurden die beiden Unternehmensgründer von zwei Investoren aus ihrem Freundeskreis unterstützt. Die Gründung der Boxine GmbH durch Faßbender und Stahl erfolgte noch im Jahr 2013. In Folge wurden weitere Investoren gefunden, die das Start-up finanziell unterstützten.
Im Sommer 2016 war die Produktentwicklung abgeschlossen und Boxine brachte die ersten Tonieboxen sowie 14 Tonies (Hörspielfiguren) auf den Markt. Der WDR war das erste Unternehmen, von dem Boxine eine Lizenz erhielt.

### Expansion und Auszeichnungen im deutschsprachigen Raum
Nachdem die beiden Gründer Patric Faßbender und Marcus Stahl bis 2017 an Verlage herangetreten waren, um Lizenzen zu erwerben, boten ab 2018 Verlage und große Unterhaltungsunternehmen von sich aus Lizenzen an und die Firma produzierte Tonies-Figuren wie Bibi und Tina, Peppa Wutz, Paw Patrol, Pippi Langstrumpf, Benjamin Blümchen, Figuren aus Die drei ??? und der Sesamstraße. Die Verkaufszahlen nahmen jedes Jahr zu, weswegen es 2017 und 2018 jeweils an Weihnachten zu Lieferengpässen kam und die Box sowie viele Figuren ausverkauft waren. Verkauften die Gründer im ersten Quartal 2016 noch 30.000 Boxen, waren es 2017 bereits 148.000 Einheiten. Im Jahr 2018 wurden nach Angaben der Gründer ca. 600.000 Boxen und 2,7 Millionen Figuren verkauft. Von 2017 bis 2020 wuchs der Umsatz des Unternehmens auf mehr als 100 Millionen Euro. Im deutschsprachigen Raum steigerte Tonies 2022 seinen Umsatz im Vergleich zum Vorjahr um 4,6 Prozent auf 158,3 Millionen Euro.
Im Jahr 2016 wurde die Toniebox mit dem Red Dot Design Award ausgezeichnet, ein Jahr später folgten Auszeichnungen mit dem German Design Award und dem iF Design Award. Im Jahr 2019 erhielt die Firma den Deutschen Gründerpreis in der Kategorie Aufsteiger.
Die IG Hörbuch, ein Zusammenschluss der im Börsenverein des deutschen Buchhandels organisierten Hörbuchverlage und -händler, verlieh 2020 ihre Auszeichnung „Hörbuchmensch des Jahres“ an die beiden Erfinder der Toniebox, Patric Faßbender und Marcus Stahl.
Mit dem Tonie-Clip stellte Boxine im Januar 2019 eine neue Technologie vor, bei der bereits existierendes Spielzeug mit der Toniebox verbunden wird. Als erster Kooperationspartner wurde im selben Monat Playmobil vorgestellt, deren Playmobil-Hörspielserie Playmos mit dem Tonie-Clip ausgestattet wurde. Ebenfalls im Januar 2019 gab das Unternehmen die Zusammenarbeit mit Disney bekannt.
Im September 2019 beteiligten sich die Industrieholding Armira, das Unternehmen Santo Venture Capital sowie Zalando-Gründer Robert Gentz an dem Unternehmen Boxine. Eine Sprecherin von Boxine bestätigte einen Gesellschafterwechsel in Teilen, nicht jedoch einen vollständigen Verkauf. Laut der Sprecherin blieben die Gründer Patric Faßbender und Marcus Stahl im Unternehmen und behielten ihre Anteile. Nur die strategischen Investoren, die vor dem Gesellschafterwechsel an Boxine beteiligt waren, hätten in Absprache ihre Anteile bei dieser Investitionsrunde abgegeben.

### Internationale Expansion
Ab Oktober 2018 vertrieb das Unternehmen die Tonieboxen im Vereinigten Königreich und in Irland, seit dem Weihnachtsgeschäft 2020 ist die Toniebox auch in den USA erhältlich. Im September 2021 startete das Unternehmen den Vertrieb der Tonies in Frankreich.
Seit September 2022 arbeitet Tonies mit der Jebsen Group in Hongkong zusammen, welche die englischsprachigen Tonies bei Toys “R” Us und J Select, dem Einzelhandelskonzept der Jebsen Group, verkauft. Toys “R” Us und J Select vertreibt die Tonies an andere Einzelhandelspartner in der Region.
Im Oktober 2023 startete Tonies offiziell auf dem kanadischen Markt. Zum Start wurden 17 englischsprachige und 11 französischsprachige Tonies-Figuren angeboten. Die Geschäfte in Kanada werden vom US-Team geführt.

### Börsengang
Im Juni 2021 gab Boxine bekannt, dass das Unternehmen mit einem Spac an die Börse gehen wolle. Ende August 2021 wurde bekannt, dass Boxine durch eine Fusion mit dem Börsenmantel 468 SPAC I SE an der Börse Frankfurt notiert wird. Die Führung des Unternehmens, das nach Abschluss der Transaktion in die Boxine SE umfirmiert wurde, blieb auch nach der Fusion bei den beiden Gründern des Unternehmens, Marcus Stahl und Patric Faßbender. Beide blieben im kombinierten Unternehmen Anteilseigner. Durch den Zusammenschluss sollte ein Bruttoerlös von 400 Millionen Euro erzielt werden. Im Rahmen der Transaktion wurde das Unternehmen mit 870 Millionen Euro bewertet. Die Börsennotierung der Firma an der Börse Frankfurt erfolgte am 29. November 2021, der Unternehmensname wurde daraufhin in Tonies SE umgeändert. Tonies erwirtschaftete mit dem Börsengang einen Erlös in Höhe von 100 Millionen Euro, durch eine darauf folgende Kapitalerhöhung generierte das Unternehmen weiteres Kapital in Höhe von 60 Millionen Euro.

### Jüngere Entwicklungen
Seit Juni 2021 werden in Zusammenarbeit mit der Firma Steiff Figuren für die Toniebox in Form dreier Stofftiere unter dem Namen Soft Cuddly Friends angeboten.
Im November 2022 produzierte Tonies gemeinsam mit Disney einen Tonies-Werbespot, in dem die Toniebox sowie Disney-Figuren aus den Filmen Die Eiskönigin, Vaiana und Der König der Löwen zu sehen sind.
Im Mai 2023 stellte der Konzern einen Geschichten-Generator auf Basis von ChatGPT vor, an dem 1000 Haushalte im Vereinigten Königreich teilnehmen. Eltern und Kinder können mit der App Mytonies auf eine kindgerecht optimierte Version von ChatGPT zugreifen und mittels Künstlicher Intelligenz neue Kurzgeschichten erfinden. Im selben Monat brachte die Marke Leibniz eine neue Packung Kekse auf den Markt, die als Limited Edition verkauft wird und Kekse im Design von acht verschiedenen Kreativ-Tonies und einer Box enthält. Ebenfalls im Mai 2023 begann Tonies die Zusammenarbeit mit Warner Bros. und erweiterte sein Sortiment an Tonies-Figuren um Charaktere wie Batman und Wonder Woman.
Zum 1. Januar 2024 zogen sich die Gründer Faßbender und Stahl aus dem operativen Geschäft zurück und Tobias Wann wurde zum CEO berufen.

## Unternehmensstruktur

### Gesellschaften und Märkte
Tonies übt seine Geschäfte von vier Standorten in Deutschland sowie jeweils einem Standort im Vereinigten Königreich, in den USA und in Frankreich aus. In den USA und in Frankreich verkaufen jeweils eigene Tochtergesellschaften von Tonies an die Kunden. Der Vertrieb für das Vereinigte Königreich und Irland ist in einer britischen Tochtergesellschaft zusammengefasst, Vertragspartner der Kunden ist dort gegenwärtig die Tonies SE. Gesteuert wird die Gruppe von ihrem Hauptsitz in Luxemburg.
Der deutschsprachige Raum und speziell Deutschland ist der umsatzstärkste Markt für Tonies, gefolgt von den USA. Bereits 39 Prozent des Konzernumsatzes wurde im Geschäftsjahr 2022 außerhalb des deutschsprachigen Raums erzielt. Tonieboxen wurden bereits in über 100 Ländern aktiviert, offiziell verfügbar (via Einzelhandel, Onlinehandel wie Amazon oder die Tonies-Webseite) sind die Produkte in 24 Ländern auf drei Kontinenten.

### Aktionärsstruktur
(Stand: Dezember 2024):
- Streubesitz – ca. 43,0 %
- Armira Partners GmbH & Co. KG – ca. 27,5 %
- eigene Anteile – ca. 10,1 %
- milou GmbH (vormals: Höllenhunde GmbH (Faßbender u. Stahl)) – ca. 8,5 %
- American Funds Small Cap – ca. 5,3 %
- Santo Ella Co-Invest GmbH & Co. KG – ca. 5,5 %[47]

## Produkte
Die Toniebox ist ein gepolsterter Würfel mit zwölf Zentimeter Kantenlänge. Das Hörspiel startet, indem die Figur auf der Box platziert wird; sobald die Kinder die Figur herunternehmen, pausiert das Hörspiel. Die Toniebox enthält keine Bedienelemente, als Lautstärkeregler dienen die Ohren der Box. Die Inhalte sind nach der Installation dauerhaft in der Box gespeichert und können von jedem Standort aus offline angehört werden. Die Speicherkapazität der Toniebox beträgt 400 Stunden. Neben den Tonies-Figuren und der Toniebox hat das Unternehmen sog. Kreativ-Tonies im Angebot, die mit bis zu 90 Minuten an eigenen Inhalten bespielt werden können. Die Inhalte der Kreativ-Tonies werden nicht direkt über die Toniebox aufgenommen, sondern können über eine Smartphone-App auf die Tonies geladen werden. Das Unternehmen unterhält ein Tonie-Lab, in dem Tonies eigene Hörspiele wie das Format Secret Science Club entwickelt, mit dem Kindern Wissenschaft näher gebracht werden soll.
Die aus Hartgummi bestehenden Tonies-Figuren werden in einem Entwicklungszentrum in Schwäbisch Gmünd entwickelt, designt und geprüft. Die Figuren werden in Tunesien und China, die Toniebox in China und Ungarn produziert.
Das Unternehmen bietet außerdem Kopfhörer, eine digitale Audiothek sowie verschiedene Accessoires wie Taschen, Rucksäcke oder Regale an.

## Kritik
Kritisiert werden die hohen Anschaffungskosten der Box sowie der Figuren. Darüber hinaus gibt es Bedenken bezüglich des Datenschutzes: Um die Toniebox nutzen zu können, müssen sich Kunden mit ihrer E-Mail-Adresse anmelden und einen Account für die Tonie-Cloud (Internetserver des Herstellers) anlegen. Sofern kein Kundenkonto erstellt wird, ist die Box nahezu unbrauchbar. Der Verwendung der Daten für werbliche Zwecke können Kunden widersprechen. Die Abhängigkeit von der Cloud des Herstellers hat den Nachteil, dass die Toniebox sowie alle erworbenen Inhalte unbrauchbar werden, sollte der Hersteller den Betrieb der Infrastruktur einstellen. Zudem werde jeder Bedienungsschritt, abgespielte Figur, Fehlermeldungen und alle WLAN-Netzwerke an den Hersteller übertragen. Seit 2023 existiert eine Open-Source-Lösung, die diese Aspekte adressiert und self-hosting der Tonie-Cloud ermöglicht.
Positiv hervorgehoben wird das einfache Bedienkonzept der Toniebox. Laut Christian Schwalb von Chip Online sind die Tonies-Figuren aus kindgerechtem Hartgummi gefertigt und robust in ihrer Verarbeitung, während die Toniebox weich gepolstert ist und ebenfalls eine robuste Verarbeitung aufweist. Christian Schroeter schreibt in der Zeitung RP Online, dass die Installation der Tonies mittels WLAN nicht länger als 10 Minuten dauert und die Bedienungsanleitung auf technisch unerfahrene Eltern abgestimmt ist. Laut der Stiftung Warentest weisen die Tonieboxen eine gute Handhabung und eine sehr gute Haltbarkeit auf.
In einem Vergleich verschiedener Kinder-Musikboxen der Stiftung Warentest wurde die Toniebox mit 3,0 („befriedigend“) bewertet. Testsieger war das Gerät Hörbert (1,8, „gut“).

## Auszeichnungen
- Deutschland: Goldene Schallplatte im Kids-Award[58]
  - 3× Gold für die Alben Klassik zum Einschlafen – Träum schön, kleiner Schlummerhase, für Einschlafmelodien – Schlummerschaf im Zauberwald und für Gutenachtgeschichten – Schlaf schön, kleiner Schlummerbär